# Liam Lawson
Liam Lawson (sinh ngày 11 tháng 2 năm 2002) là một tay đua ô tô chuyên nghiệp người New Zealand, người gần đây nhất đã thi đấu tại Công thức 1 cho đội đua RB. Anh sẽ được thăng chức với tư cách là tay đua toàn thời gian cho đội mẹ Red Bull Racing cho mùa giải Công thức 1 2025 để thế chỗ Sergio Pérez và hợp tác với Max Verstappen.
Sinh ra tại Hastings và lớn lên tại Pukekohe, Lawson bắt đầu đua xe kart chuyên nghiệp lúc 7 tuổi. Lawson được cố vấn bởi Ken Smith, người ba lần vô địch Giải đua xe Công thức New Zealand, đã tốt nghiệp các giải đua xe công thức dành cho thiếu niên vào năm 2015 và giành được chức vô địch đầu tiên của mình tại Giải đua xe Công thức Ford New Zealand với tư cách là tay đua tư nhân. Anh đã giành vị trí á quân tại các giải đua xe Công thức 4 Úc năm 2017, Công thức 4 ADAC năm 2018 và Euroformula Open năm 2019, trước khi giành chức vô địch tại Toyota Racing Series năm 2019 với M2 Competition. Sau đó, Lawson tham gia Giải đua xe Công thức 3 vào năm 2020 trước khi chuyển sang Giải đua xe Công thức 2 vào năm 2021, nơi anh giành vị trí thứ ba tại mùa giải 2022 với Carlin Motorsport. Anh cũng đã thi đấu tại Deutsche Tourenwagen Masters năm 2021 cho Red Bull AF Corse cùng với Alexander Albon, người đã giành vị trí á quân sau Maximilian Götz trong trận chung kết đầy tranh cãi. Lawson sau đó đã tham gia giải đua Super Formula vào năm 2023 và giành vị trí á quân sau Ritomo Miyata với Team Mugen.
Lawson là thành viên của Red Bull Junior Team từ năm 2019 và cũng là tay đua dự bị cho cả Red Bull và AlphaTauri, đội sau này được gọi là RB, từ năm 2022 đến năm 2024. Lawson ra mắt Công thức 1 tại Giải đua ô tô Công thức 1 Hà Lan 2023 khi thay thế Daniel Ricciardo bị chấn thương tại AlphaTauri trong năm chặng đua năm 2023 và ghi điểm đầu tiên trong Công thức 1 tại Singapore. Anh thay thế Ricciardo toàn thời gian tại RB, đội được đổi tên vào năm 2024, từ Giải đua ô tô Công thức 1 Hoa Kỳ trở đi cho đến hết mùa giải 2024.

## Sự nghiệp tay đua ô tô

### Đua xe kart
Lawson bắt đầu đua xe kart lúc 7 tuổi và đã thi đấu tại nhiều giải vô địch trên khắp New Zealand, bao gồm hai danh hiệu đua xe kart vào năm 2014. Hàng năm, anh đều quay trở lại Câu lạc bộ Kartsport Auckland Go Kart trên đường Rosebank, Avondale, và tham gia những cuộc đua lớn như City of Sails vào Ngày kỷ niệm cuối tuần Auckland theo Speedhive myLaps, một công ty cung cấp bộ phát đáp.

### Những năm đầu đua xe một chỗ
Năm 2015, Lawson ra mắt môn đua xe một chỗ đầu tiên của mình tại Formula First Manfeild Winter Series với Sabre Motorsport, nơi anh đã giành chiến thắng và lên bục trao giải 10 lần để về nhì chung cuộc. Vài tháng sau, anh gia nhập Sabre để tranh giải vô địch NZ Formula First, nơi anh đã giành chiến thắng và lên bục trao giải 3 lần để kết thúc chung cuộc ở vị trí thứ 6 trong giải vô địch và dành danh hiệu Tay đua tân binh xuất sắc nhất năm. Năm sau, Lawson tham gia NZ F1600 Championship Series. Tại đó, anh đã giành được chiến thắng tại 14 trong số 15 chiến thắng để trở thành nhà vô địch Formula Ford trẻ nhất thế giới vào thời điểm đó.
Năm 2017, Lawson chuyển lên Giải đua xe Công thức 4 Úc với BRM, giành năm chiến thắng để về nhì chỉ trong mùa giải ra mắt của mình. Năm sau, Lawson vẫn tiếp tục tham gia Công thức 4, chuyển sang tranh tài tại Giải đua xe Công thức 4 ADAC với Van Amersfoort Racing và nhận được sự hỗ trợ từ Turner's, mạng lưới xe cũ của New Zealand trước đây đã tài trợ cho nhà vô địch IndyCar Scott Dixon. Với ba chiến thắng và ba vị trí pole, Lawson đã giành vị trí á quân Công thức 4 lần thứ hai liên tiếp chỉ sau Lirim Zendeli.

### Toyota Racing Series
Vào tháng 11 năm 2018, Lawson gia nhập M2 Competition cho mùa giải Toyota Racing Series 2019. Lawson đã thống trị trong lần ra mắt tại Highlands khi giành chiến thắng trong 2 chặng đua với khoảng cách hơn chín giây mỗi chặng và giành được Cúp tưởng niệm Dorothy Smith thông qua chiến thắng ở chặng đua thứ 3. Với ba chiến thắng tiếp theo trong suốt mùa giải, Lawson đã bảo vệ thành công danh hiệu tại Giải đua ô tô New Zealand sau một mùa giải tranh tài với tay đua trẻ Ferrari và người đồng hương Marcus Armstrong.

### Euroformula Open Championship
Lawson tham gia tranh tài Formula European Masters với Motopark cùng với người đồng hương của Học viện tay đua trẻ Red Bull Tsunoda Yūki, nhưng đã theo chân đội đua Đức đến Euroformula Open Championship khi Formula European Masters bị hủy do thiếu người tham gia. Lawson đã giành chiến thắng trong các cuộc đua mở màn tại Paul Ricard và Pau. Anh tiếp tục giành thêm hai chiến thắng nữa để trở thành á quân sau Satō Marino. Tuy nhiên, anh đã giành chức vô địch tay đua tân binh.

### Công thức 3 quốc tế
Vào tháng 11 năm 2018, Lawson đã tham gia trận chung kết mùa giải của Giải đua xe Công thức 3 châu Á với đội đua Ireland Pinnacle Motorsport. Anh tiếp tục thống trị cuối tuần khi giành tất cả các chiến thắng, vòng đua nhanh nhất và vị trí pole để kết thúc thứ tám chung cuộc trong giải vô địch.

### Toyota Racing Series và Giải đua xe Công thức 3
Năm 2019, Lawson trở thành nhà vô địch Toyota Racing Series với 5 chiến thắng và 11 lần lên bục trao giải. Vào năm 2020, Lawson thi đấu tại Giải đua xe Công thức 3, nơi anh về thứ năm và giành được ba chiến thắng với Hitech Grand Prix. Đội của anh ấy cuối cùng đã mang lại cho anh ấy một chỗ đua tại Giải đua xe Công thức 2 một năm sau đó. Với 109 điểm và một chiến thắng, anh đứng thứ 9 chung cuộc trên bảng xếp hạng.

### DTM và Giải đua xe Công thức 2

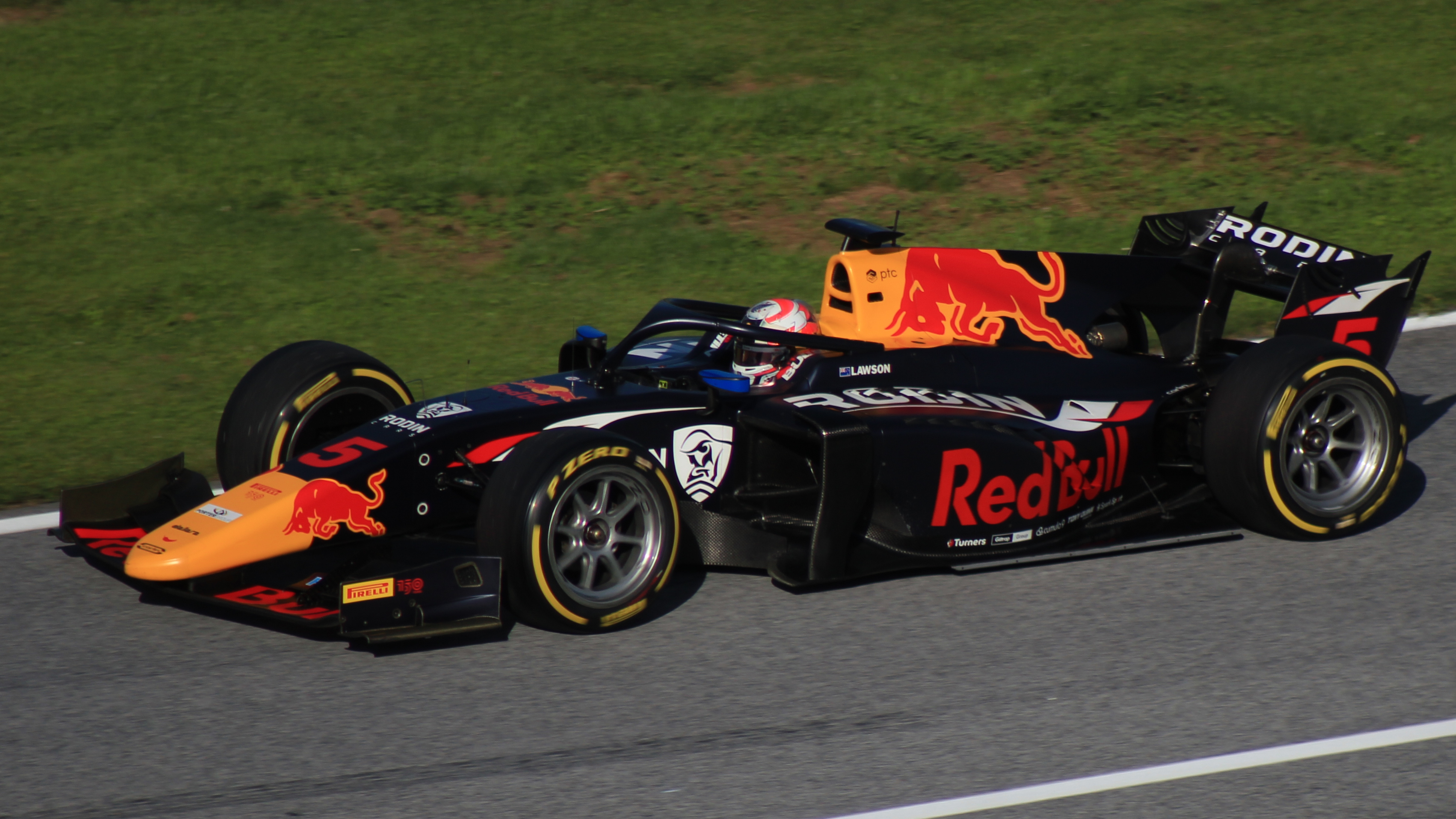
Liam Lawson tại Giải đua xe Công thức 2 2022

Lawson chuyển sang thi đấu tại DTM cho đội AF Corse thông qua chương trình hỗ trợ của mình và đạt được vị trí thứ hai trong bảng xếp hạng chung cuộc. Vào năm 2022, anh quay trở lại Giải đua xe Công thức 2 khi chuyển sang đội đua Carlin. Lawson đã thắng bốn chặng và ghi được 149 điểm trong chức vô địch, kết thúc ở vị trí thứ ba chung cuộc.

## Đời tư
Liam Lawson sinh ngày 11 tháng 2 năm 2002 tại Hastings, New Zealand. Anh lớn lên ở Pukekohe, địa điểm Trường đua Pukekohe Park và một thị xã ở Vùng Auckland của Đảo Bắc. Bố mẹ anh đã phải bán nhà để tài trợ sự nghiệp đua xe của anh.